# 밀카 플라닌츠

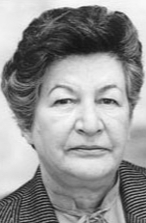

밀카 플라닌츠(크로아티아어: Milka Planinc, 1924년 11월 21일 ~ 2010년 10월 7일)는 크로아티아 태생의 유고슬라비아 정치인이다. 그는 1982년부터 1986년까지 유고슬라비아 사회주의 연방 공화국의 총리를 지냈는데, 여성으로서는 처음이자 유일이었다. 플라닌츠는 국제적으로 인정된 공산주의 국가의 첫 여성 지도자로 기록되었으나, 미승인 국가까지 포함할 경우 최초는 투바 인민 공화국의 헤르테크 안치마토카가 된다.